# Рабочая милиция Варшавы (1921—1939)
Это статья о военизированном формировании ППС и ППС—Прежняя революционная фракция.

О военизированных формированиях ППС—Свобода, Равенство, Независимость и ВСРП см. статьи Рабочая милиция PPS—WRN и Рабочая милиция (ВНР).
Рабочая милиция (пол. Milicja Robotnicza) — военизированное формирование Польской социалистической партии и ППС—Прежняя революционная фракция в Варшаве 1921—1939 годов. Действовала под командованием Юзефа Локетека, политически ориентировалась на Раймунда Яворовского. Совершила серию нападений на эндеков и коммунистов. Активно участвовала в Майском перевороте, способствовала приходу к власти Юзефа Пилсудского. Осуществляла силовой контроль над рынком труда в интересах классовых профсоюзов. Была тесно связана с криминальными структурами, участвовала в рэкете. Прекратила деятельность после оккупации Польши нацистами.

## Социалистические боевики
Наличие военизированных формирований являлось традицией Польской социалистической партии (ППС). Боевые дружины ППС активно действовали во время революции 1905—1907 годов. С партией — преимущественно с группами, ориентированными на Юзефа Пилсудского — были связаны Польские легионы и Польская военная организация. В 1917 были организованы вооружённые Группы боевой тревоги, в 1918 партийное ополчение называлось Народной милицией.
В наибольшей степени поддерживала Пилсудского столичная организация ППС. Варшавский комитет партии возглавлял Раймунд Яворовский, ветеран боевых дружин и Легионов. Его близкий соратник Юзеф Локетек (клички — Доктор и Раввин) с 1921 по поручению Яворовского руководил военизированным крылом варшавской ППС — Рабочей милицией. Это формирование было создано на основе предыдущих партийных ополчений и являлось их продолжением, однако в большой степени сохраняло организационную автономию.

В распоряжении Варшавского окружного комитета находилась рабочая милиция ППС, превращённая в террористическую формацию, широко прибегавшую к услугам уголовных элементов. Она специализировалась на физических расправах с отдельными коммунистами, а главное, широко практиковала во время пролетарских праздников и других манифестаций вооружённые нападения на демонстрации коммунистов.

Кадры рабочей милиции комплектовались из варшавской криминальной и околокриминальной молодёжи. Непременным условием зачисления являлась физическая сила и авантюрные наклонности. Желательна была также идеологическая составляющая — патриотические, социалистические и антикоммунистические убеждения. Однако это соответствие обязательным не являлось.

Локетек строил свою милицию по образцу американских банд. Боевики орудовали дубинами и огнестрельным оружием. Своё подразделение Доктор тренировал на полигоне. Набирались в милицию физически сильные люди, идеологической стороне уделялось меньше внимания. Кастетом и пистолетом владели гораздо лучше, чем Марксом и Энгельсом.

Политически милиция ориентировалась не на руководство ППС во главе с Игнацы Дашинским, а на Варшавский комитет Яворовского.

## Силовые акции в Варшаве
Варшавская организация ППС отличалась не только верностью Пилсудскому, но и идеологическим радикализмом. Она занимала непримиримо враждебную позицию в отношении идейно-политических противников — Коммунистической партии и консервативной Эндеции. Рабочая милиция вела против них борьбу силовыми методами, нередки были прямые физические столкновения.
Наиболее известны эпизоды 1922, 1926, 1928 годов. 11 декабря 1922 эндеки захватили в заложники нескольких социалистических активистов. Рабочая милиция Локотека атаковала противников. Между левыми и правыми боевиками завязалась массовая драка на площади Трёх крестов, социалисты были освобождены. 
12—14 мая 1926 Рабочая милиция сыграла важную роль в Майском перевороте Юзефа Пилсудского. Боевики Яворовского—Локетека атаковали правительственные силы, брали под контроль ключевые объекты столицы и передавали их войскам маршала.  Попутно совершались нападения на эндеков и коммунистов, хотя компартия поддержала переворот. 1 мая 1928 Рабочая милиция атаковала коммунистическую демонстрацию, применив огнестрельное оружие.

## Политика и криминал
Национальное руководство ППС, поначалу поддержав Пилсудского, вскоре перешло в оппозицию из-за его авторитарного правления и социального консерватизма. Варшавская организация сохранила верность маршалу. 1 ноября 1928 группа её лидеров во главе с Яворовским, Морачевским и Локетеком учредила ППС—Прежнюю революционную фракцию. Рабочая милиция Варшавы перешла в новую партию. Задачи и функции остались прежними.
При этом укрепились давние связи Локотека и Яворовского с криминальными структурами столицы, в особенности ОПГ Лукаша Семёнтковского по прозвищу Tata Tasiemka. Рабочая милиция участвовала в рэкете, часть средств передавалась в партийную кассу. Локетек возглавлял профсоюз рабочих речного транспорта, входивший в Центральное объединение классовых профсоюзов. Рабочая милиция использовалась в межпрофсоюзной конкуренции на рынке труда, расценки устанавливались силовыми методами. В 1932 Юзеф Локетек был осуждён за избиение носильщиков, не состоявших в его профсоюзе.

На улицах столицы правил польский пролетарско-бандитский кулак, направляемый еврейским интеллигентом.

В 1935, после кончины Пилсудского деятельность партии, профобъединения и милиции резко пошла на спад. Новый авторитарный режим жёстко контролировал политическую жизнь и пресекал негосударственные инициативы. Немецкое вторжение в сентябре 1939 положило конец легальному существованию этих организаций.

## Продолжение традиции
Традиция Рабочей милиции оказалась отчасти востребована социалистическим подпольем в период нацистской оккупации. Юзеф Локетек вёл подпольную работу в Варшаве до 1941. Название и частично структурные параметры унаследовала Рабочая милиция PPS—WRN.
Некоторые отголоски просматривались даже на раннем этапе движении Солидарность. Радикальные активисты пытались создавать в 1981 «группы наведения порядка» на предприятиях (особую известность в этом плане приобрёл шахтёр Войчек Фигель). «Создавать штурмовые отряды» призывал Ян Рулевский, в сходном плане выступал Мариан Юрчик. Однако эта тенденция не получила развития, поскольку «Солидарность» принципиально отвергала насильственные методы борьбы.